# Sphenopholis interrupta
Sphenopholis interrupta là một loài thực vật có hoa trong họ Hòa thảo. Loài này được (Buckley) Scribn. miêu tả khoa học đầu tiên năm 1906.